# Alekseï Verbov
Alekseï Igorievitch Verbov (en russe : Алексей Игоревич Вербов) est un joueur russe de volley-ball né le 31 janvier 1982 à Moscou (alors en URSS). Il mesure 1,83 m et joue libero. Il totalise 188 sélections en équipe de Russie.

## Biographie
Il est récipiendaire de la médaille de l'Ordre du mérite pour la Patrie depuis le 2 août 2009.

## Clubs
| Club                    | De        | À         |
| ----------------------- | --------- | --------- |
| MGTU Moscou             | 1999-2000 | 1999-2000 |
| CSKA Moscou             | 2000-2001 | 2002-2003 |
| Lokomotiv Belgorod      | 2003-2004 | 2003-2004 |
| Gazprom-Iourga Sourgout | 2004-2005 | 2004-2005 |
| Lokomotiv Belgorod      | 2005-2006 | 2006-2007 |
| Iskra Odintsovo         | 2007-2008 | 2008-2009 |
| Zenit Kazan             | 2009-2010 | 2009-2010 |
| Iskra Odintsovo         | 2010-2011 | 2011-2012 |
| Oural Oufa              | 2012-2013 | 2012-2013 |
| Zenit Kazan             | 2013-2014 | ...       |

## Palmarès

### Club et équipe nationale
- Ligue mondiale (1)
  - Vainqueur : 2013
  - Finaliste : 2007
- Coupe du monde
  - Finaliste : 2007
- Championnat d'Europe (1)
  - Vainqueur : 2013
  - Finaliste : 2005, 2007
- Championnat d'Europe des moins de 19 ans (1)
  - Vainqueur : 1999
- Ligue européenne (1)
  - Vainqueur : 2005
  - Finaliste : 2004
- Ligue des champions (1)
  - Vainqueur : 2004
- Challenge Cup
  - Finaliste : 2013
- Championnat de Russie (2)
  - Vainqueur : 2004, 2010
  - Finaliste : 2006, 2008, 2009, 2013
- Coupe de Russie (3)
  - Vainqueur : 2003, 2005, 2009
  - Finaliste : 2008

### Distinctions individuelles
- Meilleur libero du tournoi final de la Ligue mondiale 2006
- Meilleur libero du championnat du monde 2006
- Meilleur libero du championnat d'Europe 2007
- Meilleur défenseur des Jeux olympiques de 2008
- Meilleur libero du Final Four de la Ligue des champions 2009
- Meilleur libero du tournoi final de la Ligue mondiale 2009
- Meilleur libero de la World Grand Champions Cup 2009
- Meilleur libero du Final Eight de la coupe de Russie 2011
- Meilleur libero du championnat d'Europe 2013